# Metalimnus marmorata
Metalimnus marmorata är en insektsart som beskrevs av Flor 1861. Metalimnus marmorata ingår i släktet Metalimnus och familjen dvärgstritar. Inga underarter finns listade i Catalogue of Life.